# Filariinae
Die Filariinae sind eine Unterfamilie der Rollschwänze mit 66 Arten. Sie sind Parasiten der Unterhaut bei Säugetieren.

## Merkmale
Die Filariinae haben die Merkmale der Filariidae. Es sind große Filarien, deren Mundöffnung nicht von Kutikula-Dornen umgeben ist. Männchen haben zahlreiche Kaudalpapillen, ein Gubernaculum fehlt.

## Systematik
Hodda (2012) gliedert die Unterfamilie in 13 Gattungen:
- Bhalfilaria Bhalerao & Krishna-Rao, 1944
- Cascofilaria Poinar, 2011
- Dirofilarionema Sonin, 1963
- Filaria Mueller, 1787
- Indofilaria Alwar, Seneviratna & Gopal, 1959
- Paracanthocheilonema Vladimirov in Bulginskaya, Vladimirov & Markov, 1959
- Parafilaria Yorke & Maplestone, 1926
- Parasaurositus Gupta & Johri, 1989
- Pseudodiomedenema Gupta & Johri, 1989
- Pseudofilaria Sandground, 1936
- Struthiofilaria Noda & Nagata, 1976
- Suifilaria Ortlepp, 1937
- Tricheilonema Diesing, 1861